# Crithagra symonsi
Il lucherino dei Monti dei Draghi o lucherino di Symons (Crithagra symonsi (Roberts, 1916)) è un uccello passeriforme della famiglia Fringillidae.

## Etimologia
Il nome scientifico della specie, symonsi, venne scelto in omaggio al cacciatore e naturalista dilettante Roden Edward Symons.

## Descrizione

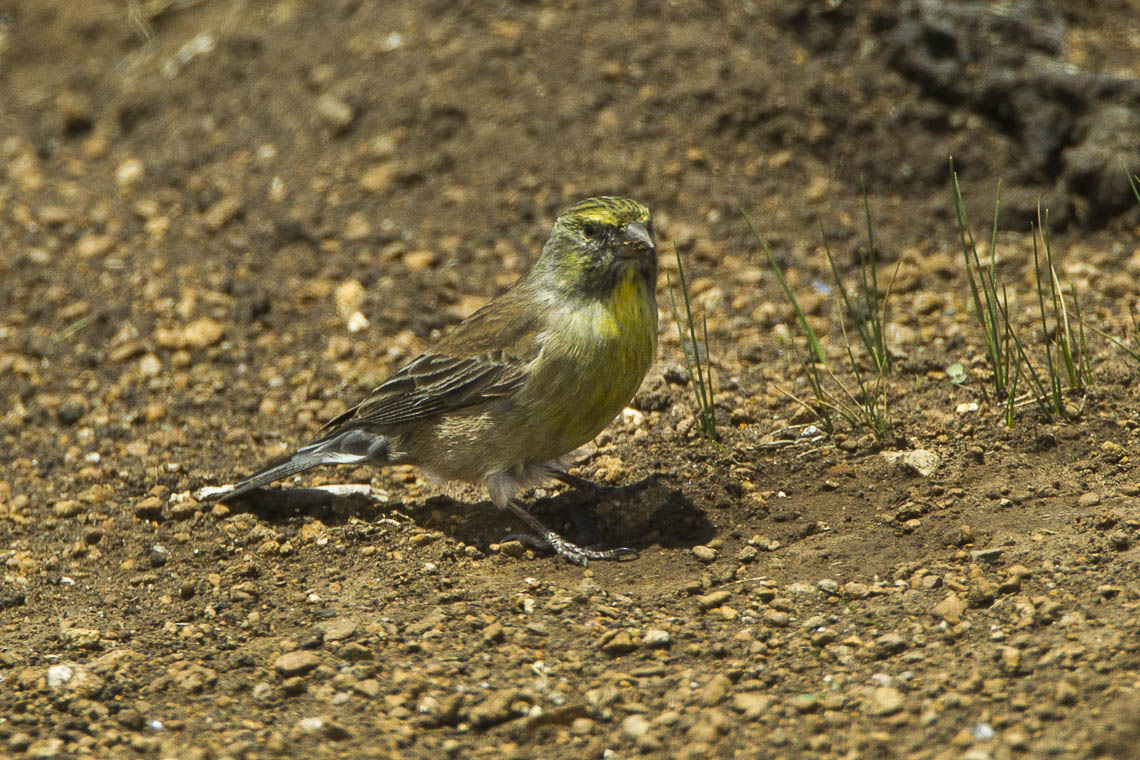
Maschio al suolo nel Natal.

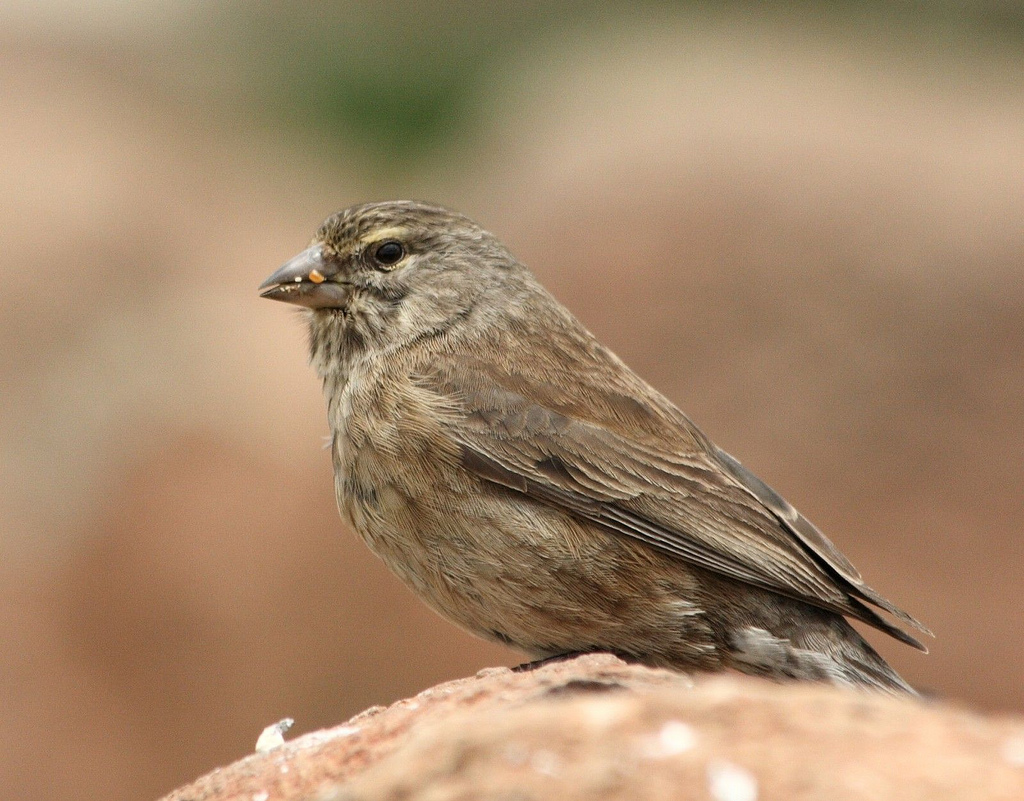
Femmina si nutre nei pressi del Sani Pass.

### Dimensioni
Misura 13–14 cm di lunghezza, e 11-16,8 grammi di peso.

### Aspetto
Si tratta di uccelletti dall'aspetto robusto, muniti di testa arrotondata, becco conico, ali appuntite e coda dalla punta lievemente forcuta: nel complesso, il loro aspetto ricorda molto quello dell'affine venturone del Capo, rispetto al quale sono in media più grandi e mancano degli orli bianchi delle penne alari.
Il piumaggio presenta dimorfismo sessuale accentuato: nei maschi, infatti, gola, petto e ventre sono di colore giallo, testa e nuca sono di colore grigio-verdastro (la prima con una forte sfumatura gialla su fronte e sopracciglio), il dorso è di colore bruno con decise sfumature cannella (presenti anche sul sottocoda), mentre remiganti e coda sono nere. Le femmine, invece, mancano quasi completamente del giallo ventrale e cefalico, sostituito dal bianco-grigiastro con penne dei fianchi dalla punta nera. In ambedue i sessi il becco è nerastro con parte basale più chiara, soprattutto inferiormente, mentre le zampe sono di color carnicino-nerastro e gli occhi sono di color bruno scuro.

## Biologia
Questi uccelli hanno abitudini essenzialmente diurne, e passano gran parte della giornata fra i cespugli o l'erba alta alla ricerca di cibo, muovendosi in coppie o in piccoli stormi.

### Alimentazione
Si tratta di animali granivori, la cui dieta si basa sui semi di piante erbacee e cespugliose (anche protee), comprendendo però anche bacche, germogli e di tanto in tanto anche piccoli insetti.

### Riproduzione
La stagione riproduttiva cade fra novembre e gennaio: si tratta di uccelli monogami, che portano avanti un'unica nidiata l'anno.
I maschi attraggono le femmine cantando da posatoi in evidenza, per poi corteggiarle insistentemente seguendole e tenendo le penne arruffate. Il nido è a forma di coppa e (caso rarissimo fra i fringillidi) viene ubicato nella cavità di un albero, in una spaccatura della roccia o nel folto della vegetazione cespugliosa: la sua costruzione è compito della femmina, che si serve di fibre vegetali per comporre l'esterno e di lanugine per foderare l'interno. All'interno del nido vengono deposte 3-5 uova, che vengono covate dalla sola femmina per circa due settimane, al termine delle quali schiudono pulli ciechi ed implumi: il maschio, che fino ad allora rimane di guardia nei pressi del nido e nutre la femmina, collabora con essa nelle cure parentali dei piccoli, i quali sono in grado d'involarsi a circa tre settimane dalla schiusa, e a circa un mese e mezzo di vita si allontanano definitivamente dal nido.

## Distribuzione e habitat
Come intuibile dal nome comune, il lucherino dei Monti dei Draghi è endemico della catena dei Drakensberg, posta al confine fra il Lesotho e le province sudafricane del KwaZulu-Natal occidentale, Capo Orientale nord-orientale e Free State orientale.
L'habitat di questi uccelli è rappresentato dalle aree erbose submontane e montane, possibilmente pianeggianti (come gli altipiani) o dolcemente declinanti.

## Sistematica
Sebbene alcuni considerino il lucherino dei Monti dei Draghi una sottospecie del venturone bruno, col nome di C. totta symonsi, le due popolazioni sono ben distinte anche geneticamente e si tende perciò a considerarle due specie separate.